# Міколяш Софія Йосипівна
Софія Міколяш — українсько-американська громадська діячка та письменниця. Засновниця та виконавча директорка благодійної організації «Ukrainian Women in Business». Авторка роману «Наснилося між двох світів. Невагомість», що отримав відзнаку міжнародної премії «Коронація слова».

## Біографія
Софія Міколяш народилася у місті Кам'янка-Бузька Кам'янка-Бузького району Львівської області у сім'ї вчителів. Отримала вищу економічну освіту у Прикарпатському національному університеті імені Василя Стефаника (спеціальність «фінанси»).
Після завершення університету у 2000 році переїхала до США — Чикаго. Працювала перекладачем-нотаріусом, позичковим агентом, певний час була співвласницею кав'ярні у Чикаго.
У США отримала ступінь бакалавра наук з відзнакою у бізнес-адмініструванні у галузі бухгалтерського обліку в Іст-Вест Університеті у Чикаго; у 2018 році обрана випускником року.
Із 2013 року працює у сфері маркетингу — є провідним маркетологом у чиказькій медіакомпанії.

### Громадська діяльність
Протягом свого перебування у США Софія Міколяш активно займається громадською діяльністю. У 2013 році вона стала засновницею та виконавчою директоркою американської благодійної організації «Ukrainian Women in Business».
«Ukrainian Women in Business» реалізовує низку благодійних проектів — зокрема, займається підтримкою дітей-сиріт в Україні та пошуком сімей у США для українських сиріт, а також допомозі сім'ям загиблих внаслідок російської збройної агресії в Україні. Також організація проводить заходи для української діаспори у Чикаго: наприклад, семінари із працевлаштування та зустрічі з митцями із України.
За свою громадську діяльність Софія Міколяш отримала низку нагород, зокрема чиказьку відзнаку Global Women of Excellence у 2019 році, а також була визнана «Business Woman 2018» за версією українського журналу «Бізнес Woman».

### Літературна діяльність
Софія Міколяш є авторкою психологічного роману «Наснилося між двох світів. Невагомість», який написала під псевдонімом Міа Д'арк. Роман отримав спеціальну міжнародну відзнаку премії «Коронація слова» та вийшов у київському видавництві «Світ успіху» у 2020 році. Марія Грицюк у рецензії роману для книжкового порталу «Буквоїд» відмітила «глибину проникнення у внутрішню структуру жіночої душі» у творі, завдяки якій роман «[можна вважати] вдалим творчим дебютом».